# Diplazontinae
Sous-famille
Les Diplazontinae sont une sous-famille d'insectes hyménoptères du sous-ordre des Apocrites (les Apocrites sont caractérisés par un net étranglement entre le thorax et l'abdomen) et de la famille des Ichneumonidae.
Ce sont des endoparasites de Syrphidae : les femelles pondent dans les œufs ou les larves de leurs hôtes, les Diplazontinae adultes émergent des pupes.

## Liste des genres
Selon BioLib (10 mai 2019) :
- Bioblapsis Foerster, 1868
- Campocraspedon Uchida, 1957
- Daschia Diller, 1970
- Diplazon Nees, 1818
- Enizemum Foerster, 1868
- Episemura Kasparyan & Manukyan, 1987
- Homotropus Foerster, 1868
- Phthorima Foerster, 1868
- Promethes Foerster, 1868
- Sussaba Cameron, 1909
- Syrphoctonus Foerster, 1868
- Syrphophilus Dasch, 1964
- Tymmophorus Schmiedeknecht, 1913
- Woldstedtius Carlson, 1979
- Xestopelta Dasch, 1964

## Publication originale
- (en) Henry Lorenz Viereck, « A list of families and subfamilies of ichneumon-flies or the super-family Ichneumonoidea (Hymenoptera) », Proceedings of the Biological Society of Washington, Washington, Biological Society of Washington (d), vol. 31,‎ 1918, p. 69-74 (ISSN 0006-324X et 1943-6327, OCLC 1536434, lire en ligne).